# Станіслав Журавинський
Станіслав Журавинський  (пол. Stanisław Żórawiński; ? — бл. 1624) — шляхтич, військовик та урядник Королівства Польського. Представник роду Журавінських гербу Корчак.

## Життєпис
Брав участь у багатьох битвах. На чолі власного 9-го полку брав участь у Хотинській битві 1621 року. Був призначений комісаром при гетьмані Янові-Каролеві Ходкевичі під час Хотинської війни 1621 року, брав участь разом з Якубом Собеським в укладенні мирного договору, який підписали 9 жовтня 1621.
У 1578 році власник села Зіболки Посади: підкоморій галицький (1605–1617), белзький каштелян (з 1617, згаданий, зокрема, 30 липня). Заставив маєтки у селах Збоїща, Грибовичі, пол. Łęk під Львовом Рафаїлові Дідушицькому.
Дружина — старша донька Рафаїла Дідушицького Софія. Батько дав їй посаг розміром 50000 злотих. У 1624 році вже була вдовою.